# Eficiencia asignativa
Eficiencia asignativa o eficiencia de asignación es una medida teórica del beneficio o utilidad derivada de una decisión propuesta o vigente en la distribución o reparto de recursos económicos.
Aunque existen diferentes estándares de evaluación para el concepto de eficiencia de asignación, el principio básico afirma que, en cualquier sistema económico, las diferentes opciones en la asignación de recursos producirán tanto «ganadores» como «perdedores» en relación con la elección que se evalúa. Los principios de la teoría de la elección racional, la maximización individual, el utilitarismo y la teoría del mercado asumen, en adición, que los resultados tanto para los ganadores como los perdedores se pueden identificar, comparar y medir.
A partir de estas premisas básicas, el objetivo de maximizar la eficiencia en la asignación puede ser definido de acuerdo con algún principio neutral en el que algunas opciones son consideradas «objetivamente mejores que otras». Por ejemplo, un economista podría decir que un cambio en la política aumenta la eficiencia en la asignación, siempre y cuando los que se benefician del cambio (ganadores) ganan más que los perdedores pierden (véase Eficiencia de Kaldor e Hicks).

## Consideraciones
En principio una economía asignativamente eficiente produce una «combinación óptima» de los productos básicos (commodities en inglés). Una empresa es asignativamente eficiente cuando su precio es igual a su coste marginal (es decir, P = MC) en un mercado de competencia perfecta.
Igualmente, una economía asignativamente eficiente produce los artículos adecuados para la gente adecuada al precio adecuado. Un mercado asignativamente eficiente, por lo por tanto, es uno que no tiene imperfecciones o fallos.
Es posible que exista eficiencia de Pareto sin tener eficiencia asignativa. Al variar la asignación de los recursos en esa economía, podría haber un mayor un aumento en beneficio para un individuo que la pérdida en beneficio de otro individuo. Por lo tanto, antes de tal cambio, el mercado no es asignativamente eficiente, pero puede ser eficiente.
Cuando un mercado no asigna eficientemente los recursos, se dice que hay una fallo del mercado. El fracaso del mercado se puede producir debido al conocimiento imperfecto, productos diferenciados, defectos de mercado concentrado (por ejemplo, el monopolio u oligopolio), o externalidades.